# Ulysse de Marsillac
Ulysse de Marsillac (* 1821; † 1877 in Bukarest) war ein französisch-rumänischer Journalist und Romanist.

## Leben und Werk
Marsillac war Journalist in Paris. 1844 ging er nach Bukarest und lehrte Französisch, zuerst als Hauslehrer, ab 1845 am Collegium S. Sava, später (bis zu seinem frühen Tod) auf dem Lehrstuhl für Französisch der 1864 gegründeten Universität Bukarest. Gleichzeitig gründete und leitete er mehrere Zeitungen und Zeitschriften: La Voix de la Roumanie (1866), Le Moniteur roumain (1868–1870) und Le Journal de Bucarest (1870–1876). Er kam in den Genuss der rumänischen Staatsangehörigkeit.

## Werke
- De Pesth à Bucarest. Notes de voyage, hrsg. von Adolphe de Herz, 1869 (rumänisch: Bucureștiul în veacul al XIX-lea, hrsg. von Adrian-Silvan Ionescu, Bukarest 1999)
- Histoire de l'armée roumaine, Bukarest 1871
- Guide du voyageur à Bucarest, Bukarest  1876